# Manfred Klein (Politiker, 1936)
Manfred Klein (* 28. August 1936 in Stuttgart; † 24. Mai 2012 in Dornstadt) war ein deutscher Politiker (CDU). Er wirkte insbesondere als Bürgermeister von Dornstadt und war von 1972 bis 1976 Mitglied des Landtags von Baden-Württemberg.

## Leben
Klein besuchte ein Gymnasium in Ludwigsburg, ließ sich im Bürgermeisteramt von Maulbronn und im Landratsamt in Waiblingen ausbilden, besuchte ab 1953 die staatliche Verwaltungsschule in Stuttgart und erhielt dort die Befähigung für den gehobenen Verwaltungsdienst. Von 1959 bis 1964 arbeitete er in Abteilungen für Finanzen und Bauwesen im Bürgermeisteramt in Neckarweihingen im Landkreis Ludwigsburg.
Am 19. Januar 1964 wurde er zum Bürgermeister von Dornstadt gewählt, seine Amtszeit begann im März. Im Jahr 1965 wurde er Mitglied der CDU. 1972 erfolgte seine erste Wiederwahl, 1975 (im Rahmen der Bildung einer neuen Gemeinde Dornstadt) die zweite und 1983 die dritte, sodass er 12 Jahre wiedergewählt bis 1991 im Amt war. Unter seiner Führung entstanden einige für die Gemeinde wichtige Bauten sowie viele Kontakte, darunter mit der französischen Partnerstadt Coutras. Von 1972 bis 1976, während der Hochzeit der baden-württembergischen Gebietsreform, gehörte er auch dem Landtag an, direkt gewählt im Wahlkreis Ulm-Land. Von 1979 bis 1994 war er Kreistagsabgeordneter des Alb-Donau-Kreises. Manfred Klein war katholische, verheiratet und hatte drei Kinder. Er starb nach schwerer Krankheit im Dornstadter Betreuungs- und Pflegezentrum.

## Auszeichnungen
- Goldene Ehrennadel des VdK
- 1986: Bundesverdienstkreuz am Bande
- 1991 (nach Ausscheiden aus dem Amt des Bürgermeisters): Ehrenbürger der Gemeinde Dornstadt
- Ehrenmedaille des Gemeindetags Baden-Württemberg